# Муниципальное образование город Красноармейск
Муниципальное образование город Красноармейск — городское поселение в Красноармейском районе Саратовской области Российской Федерации.
Административный центр — город Красноармейск.

## История
Статус и границы городского поселения установлены Законом Саратовской области от 27 декабря 2004 года № 110-ЗСО «О муниципальных образованиях, входящих в состав Красноармейского муниципального района».

## Население
| 2002    | 2009    | 2010    | 2011    | 2012    | 2013    | 2014    |
| ------- | ------- | ------- | ------- | ------- | ------- | ------- |
| 24 800  | ↘24 714 | ↘24 364 | ↘24 330 | ↘24 034 | ↘23 858 | ↘23 736 |
| 2015    | 2016    | 2017    | 2018    | 2019    | 2020    | 2021    |
| ↗25 578 | ↘25 391 | ↘25 223 | ↘24 884 | ↘24 455 | ↘24 149 | ↘23 186 |

## Состав городского поселения
| № | Населённый пункт | Тип населённого пункта        | Население |
| - | ---------------- | ----------------------------- | --------- |
| 1 | Ахмат            | село                          | 48        |
| 2 | Ваулино          | село                          | ↗366      |
| 3 | Красноармейск    | город, административный центр | ↘21 350   |
| 4 | Мордово          | село                          | ↗464      |
| 5 | Ревино           | село                          | ↗460      |
| 6 | Садовое          | село                          | ↘693      |